# Studebaker Wagonaire
De Studebaker Wagonaire was een stationwagen geproduceerd door de Amerikaanse autofabrikant Studebaker van 1963 tot 1966. De auto beschikte over een intrekbaar, verschuifbaar dakgedeelte aan de achterkant waardoor het voertuig voorwerpen kon vervoeren die anders te groot zouden zijn voor een conventionele stationwagen uit die tijd. Het ontwerp van de Studebaker Wagonaire wordt gezien als mogelijk het allereerste cross-over-voertuig.

## Ontwerp
Het dakontwerp van Studebaker Wagonaire was de uitvinding van industrieel ontwerper Brooks Stevens, die van Studebaker de opdracht gekregen had om met een minimaal budget het beperkte modellengamma van het bedrijf uit te breiden. Stevens was ook de ontwerper van de Jeep Wagoneer, een SUV die samen met de Wagonaire in 1963 werd geïntroduceerd.
Studebaker ontwikkelde de Wagonaire op basis van een standaard Lark-stationwagen door het bovenste gedeelte van de carrosserie aan te passen. Het dak bestond uit een paneel boven de laadruimte dat handmatig werd ingetrokken en vervolgens op zijn plaats werd vergrendeld in het voorste gedeelte van het dak. Door deze constructie kon Studebaker opscheppen dat de Wagonaire zaken zoals grote koelkasten rechtop kon vervoeren.
De Wagonaire bood plaats aan zes passagiers (vijf met de optionele kuipzetels voorin). Optioneel kon een extra naar achter gerichte achterbank op de derde rij geleverd worden, waardoor het aantal zitplaatsen toenam tot acht. Exemplaren die met deze extra zitplaatsen uitgerust waren kregen "Captive-Air" (lekbestendige) banden omdat de extra achterbank de ruimte in beslag nam die nodig was voor een reservewiel.

## Productie
De productie van de Wagonaire ging van start in de herfst van 1962 en in 1963 kwam de auto op de markt. Al snel bleek echter dat het schuifdak water lekte aan de voorkant van het schuifgedeelte. Dit probleem werd aanvankelijk slechts met beperkt succes aangepakt en het duurde nog tot half november voordat een geschikte oplossing werd gevonden en de productie van de Wagonaire echt op gang kon komen. Ondertussen was Studebaker begin 1963 in allerijl gestart met het produceren van stationwagens met een vast dak. Door initiële berichtgeving over de lekkageproblemen kreeg het dakontwerp van de Wagonaire echter een slechte reputatie. 
De modellen uit 1964 werden uitsluitend in Canada gebouwd nadat Studebaker zijn productiefaciliteit in South Bend in december 1963 gesloten had. Dit waren de laatste exemplaren met Studebaker-motoren. Vanaf de modellen uit 1965 werden motoren van  General Motors gebruikt die gebaseerd waren op de Chevrolet-zescilinder- en V8-ontwerpen. De modellen uit 1965 waren alleen leverbaar met schuifdak.
De uitvoering met een vast dak keerde terug voor het laatste modeljaar van Studebaker in 1966, maar de optionele extra zitplaatsen op de derde rij werden geschrapt. In 1966 werd de Wagonaire eindelijk een op zichzelf staand model, waarbij de uiterlijke kenmerken van de Commander werden gecombineerd met de interieurafwerking van de sportieve Daytona.
Gedurende de vier jaar durende productie werden in totaal ongeveer 12.000 Wagonaires met schuifdak verkocht.

## Daytona-versie

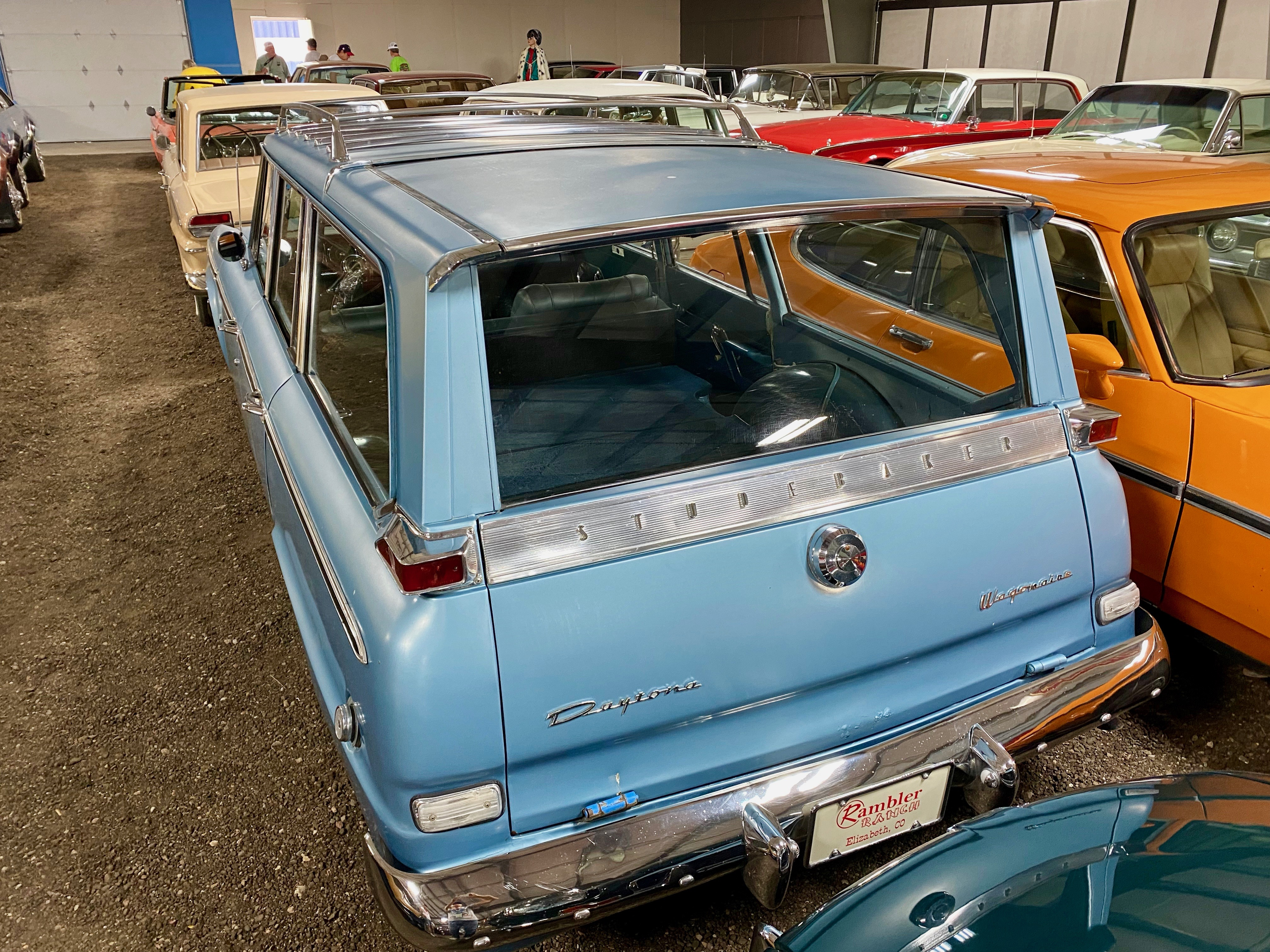
Studebaker Daytona Wagonaire

De Daytona-versies van de Wagonaire uit 1963 en 1964 konden worden uitgerust met een V8-motor en een op de stuurkolom gemonteerde handgeschakelde transmissie met overdrive. Er waren kuipstoelen vooraan verkrijgbaar en een automatische transmissie met een op de middenconsole gemonteerde pook. De Wagonaire kon ook worden besteld met een van Studebakers beschikbare krachtige Avanti-V8-motoren uit de "R-serie" en een handgeschakelde transmissie met vier versnellingen.